# Ланселот Браун
Ланселот Браун (30. август 1716. [крштење] – 6. фебруар 1783), познатији као Кејпбилити Браун (Capability Brown, capability - потенцијал, капацитет), био је енглески пејзажни архитекта. Упамћен је као "последњи од великих енглеских уметника врта XVIII века", и "највећи енглески баштован". Пројектовао је преко 170 паркова, од којих многи још увек трају. Његов утицај је толико велики да су доприноси енглеском врту који су пружили његови претходници Чарлс Бриџмен и Вилијам Кент често превиђају, чак и Кентов бранилац Хорас Волпол признаје да иза Кента долази "веома способан мајстор".

## Живот у Стоуу
Ланселот Браун је рођен у малом селу Киркхарл у Нортхумберленду, а образовање је стекао у школи Камбо. Принципе свог заната савладао је као помоћник баштована на скромном имању Сер Вилијама Лореина Киркхарл Хол. Године 1739. преселио се на југ, где добија први наруџбину за ново језеро у парку Кидинктон Хола, у Оксфордшајру. Сели се у Вотон Андервуд, Бакингемшајр (Wotton Underwood, Buckinghamshire), на једно од имања лорда Кобама]]., да би се 1741. године, придружио особљу врта Стоу  лорда Кобама којим је управљао Вилијам Кент, један од оснивача новог енглеског стила пејзажног врта. У Стоуу, Браун се оженио локалном девојком по имену Бриџит Ваиет и са њом добио четворо деце.
Као поборник новог енглеског стила, Браун је постао изузетно тражен од стране земљопоседника. Пре 1751, када Браун почиње да бива познат, Хорас Валпол пише помало подругљиво о Брауновом раду на замку Варвик (Warwick Castle):
"Замак је чаробан, изглед причињава више задовољства него што могу да искажем, река Авон пада низ каскаду у његовом подножју. Добро је постављен од стране једног Брауна, који је усвојио неколико идеја Кента и господина Соуткота."
Године 1764. именован је за главног вртлара Хамптон Корта, наследивши Џона Грининга, и настањује се у кућу Вајдернес (Wilderness House).

## Пејзажни вртови
Процењује се да је Браун одговоран за више од 170 вртова који окружују отмене куће и имања у Великој Британији. Његове креације још истрајавају у Крум Корту (где је такође пројектовао и кућу) (Croome Court), Бленхајм Паласу (Blenheim Palace), Ворвик Кастлу (Warwick Castle), Харвуд Хаусу (Harewood House), у траговима у Кју Гарденсу (Kew Gardens) и многим другим локацијама. Овог човека који је одбио рад у Ирској, јер није завршио Енглеску звали су „Кејпбилити“ Браун, јер је обично говорио својим клијентима да њихови поседи имају велики "потенцијал" за побољшање пејзажа.
Његов стил нежних усталасалих трава, које допиру скроз до куће, група стабала, појасева и раштрканог дрвећа, као и језера кривудавих обала насталих невидљивим преграђивањем малих река, били су новост у оквиру енглеског пејзажа, "безвртни" облик пејзажног баштованства, који брише скоро све остатке претходних формалних стилова.
Његови пејзажи су били модна авангарда. Они су били битно другачији од онога што су заменили - добро познате формалне енглеске вртове, које су око 1710. године критиковали песник Поуп (Alexander Pope) и други. Почев од 1719, Вилијам Кент заменио их је природнијим композицијама, које достижу своју највећу рафинираност Брауновим пејзажима. У Хамптон Коурту, 1782. године, Хана Мор (Hannah More) среће Брауна и бележи његов "граматички" начин изражавања: :"Сада овде“ - рекао је, показујући прстом - " направим запету, а тамо“ - показујући на друго место - "где одлучим да је обрт уместан, стављам две тачке; у другом делу, где је пожељан застој да се прекине видик, заграде; онда тачка, и онда почнем другу тему".
Браунови покровитељи видели су идеализоване пејзаже које је он стварао за њих у стилу италијанских сликара пејзажа којима се Браун дивио и сакупљао их, а које је Кенет Вудбриџ први приметио у пејзажу у Стуриду.
Расел Пејџ, који је почео своју каријеру са Брауновским пејзажом у Лонглиту (Longleat) али чији је дизајн имо формалну структуру, оптужује Брауна: "да подстиче богате клијенте да униште своје сјајне формалне вртове и замене их његовим лаким композицијама са травњацима, групацијама дрвећа и аморфним базенима и језерима". Ричард Овен Кембриџ (Richard Owen Cambridge), енглески песник и сатиричар, изјавио је да се нада да ће умрети пре Брауна како би могао да "види небо пре него што буде 'унапређено' ". Ово је типична изјава која одражава контроверзу о раду Брауна, а која се наставља у последњих 200 година.
Насупрот томе, савремени историчар и писац, Ричард Бисгров (Richard Bisgrove), Браунов поступак описује као усавршавање природе: "Разумном манипулацијом компоненти, додавањем негде дрвета, негде скривеног извора воде. Његова уметност учествује у постојећем потенцијалу земљишта, воде, дрвећа и тако даје енглеском пејзажу идеалне облике. Потешкоћа је била у томе што мање способни имитатори и мање софистицирани гледаоци нису видели усавршену природу... они су видели само оно што су сматрали природом".
Ова спретност препозната је и у његово време; у некрологу анонимног аутора стоји: "Такав је, међутим, ефекат његовог генија да ће он бити најмање упамћен као најсрећнији човек; тако блиско је копирао природу да ће његови радови бити непрепознатљиви". Архитекта Вилијам Чејмберс (Sir William Chambers), налази да се Браунови радови "разликују врло мало од обичних поља, толико је већина њих верна копија природе.“ 

## Архитектура
Браунове студије из области архитектуре биле су природни изданак његове јединствене слике о енглеској кући у пределу (English country house) и њеном окружењу:
"У Брауновим рукама кућа, која је пре тога доминирала имањем, постала је саставни део пажљиво створеног пејзажа у намери да се види очима сликара, а њен дизајн је неодвојив од дизајна врта." 
Рептон (Humphry Repton) примећује да је Браун "замишљао себе као архитекту", али Браунов архитектонски рад био је у сенци великог угледа који је стекао као дизајнер предела. Рептон је био обавезан да дода: "У неколико палата и других објеката које је пројектовао био је инфериоран у свему што се односило на комфор, угодност, укус и прикладност дизајна."
Браунова прва кућа у пределу био је пројекат преправке Крум Корта (1751—52) за 6. Еарла од Ковентрија, које је вероватно правио по скицама Милера (Sanderson Miller)  пионира Неоготског стила.  Фишервик, (Fisherwick, Staffordshire), Редгрејв Хол (Redgrave Hall, Suffolk) и Клермонт (Claremont, Surrey), били су класични, док су његове помоћне грађевине у Корсхаму (Corsham) у неоготском стилу. Неоготски стабилни блокови и украсни објекти, лукови и вртне карактеристике чине многе од његових пројеката. Од 1771. у техничким аспектима помагао му је професионални градитељ Хенри Холанд отац, а архитекта Хенри Холанд син постао је Браунов стални сарадник и зет, муж његове ћерке од 1773.

## Каснија репутација
Браунова популарност опала је убрзо после његове смрти, јер је његов рад био виђен као слаба имитација дивље природе. Реакција против нежне смирености Браунових предела била неизбежна, пејзажима је недостајало узвишено узбуђење које су припадници романтичарске генерације (попут Пејн Најта (Richard Payne Knight) и Прајса (Uvedale Price)) тражили у идеалном пејзажу, инспирисани пре Розом (Salvator Rosa) него Лореном (Claude Lorrain). Током XIX века он је био врло критикован, али се током XX века његова популарност враћа. Том Тарнер истиче повољне описе његовог талента у „Историји вртне уметности“ Готајнове (Marie-Luise Gothein) која је претеча за похвале Брауну у делу Хасија (Christopher Hussey) „Питореска“ (The Picturesque, 1927). Строуд (Dorothy Stroud) је написала прву потпуну монографију о Брауну, износећи опште карактеристике из документације о некретнинама месних канцеларија. Касније пејзажне архитекте попут Гилпина (William Gilpin) износе мишљење да су Браунове „природне криве“ исто толико вештачке као и праве линије које су биле уобичајене у француским вртовима.
Браун је умро 1783, у Лондону, на прагу куће своје ћерке Бриџет, која је била удата за архитекту Холанда. Валпол у Писмима леди Осорли (Letters addressed to the Countess of Ossory) каже: "Ваше шумске виле морају да иду у црним рукавицама, госпођо, њихов очух, други муж госпође Природе је мртав!"  Браун је сахрањен је у порти парохијске цркве Светог Петра и Павла, на малом имању Браунових у Фенстантону (Fenstanton, Cambridgeshire).
Његов рад често је повољно поређен као контраст ("антитеза") опусу Ле Нотра и француском врту (jardin à la française). Он је постао и богат и поштован, а „унапредио“ је већа пространства земље него било пејзажни архитекта пре њега.

## Вртови и паркови
Многи од Браунових паркова и вртова могу се обићи и данас. Листа која следи само је део предела које је пројектовао или радио на њима:
- Adderbury House, Oxfordshire
- Addington Place, Croydon
- Alnwick Castle, Northumberland
- Althorp, Northamptonshire
- Ampthill Park, Ampthill Bedfordshire
- Ancaster House, Richmond, Surrey
- Appuldurcombe, Isle of Wight
- Ashburnham Place, East Sussex
- Ashridge House, Hertfordshire
- Aske Hall, North Yorkshire
- Astrop Park, Northamptonshire
- Audley End, Essex
- Aynhoe Park, Northamptonshire
- Badminton House, Gloucestershire
- Basildon Park, near Reading
- Battle Abbey, East Sussex
- Beaudesert, Staffordshire
- Beechwood, Bedfordshire
- Belhus, Essex
- Belvoir Castle, Leicestershire
- Benham, Berkshire
- Benwell Tower, near Newcastle on Tyne
- Berrington Hall, Herefordshire
- Blenheim Palace, Oxfordshire
- Boarstall, Buckinghamshire (не зна се да ли је изведен)
- Bowood House, Wiltshire
- Branches Park, Cowlinge, Suffolk
- Brentford, Ealing
- Brightling, Sussex
- Бродландс, Hampshire
- Brocklesby Park, Lincolnshire
- Burghley House, Lincolnshire
- Burton Constable Hall, East Riding of Yorkshire
- Burton Park, West Sussex
- Burton Pynsent
- Byram, West Yorkshire
- Cadland, Hampshire
- Cambridge, The Backs
- Capheaton, Northumberland
- Cardiff Castle
- Castle Ashby, Northamptonshire
- Caversham, Berkshire
- Chalfont House, Buckinghamshire
- Charlecote, Warwickshire
- Charlton, Wiltshire
- Chatsworth, Derbyshire
- Chilham Castle, Kent
- Chillington Hall, West Midlands
- Church Stretton Old Rectory, Shropshire
- Clandon Park, Surrey
- Claremont, Surrey
- Clumber Park, Nottinghamshire
- Compton Verney, Warwickshire
- Coombe Abbey, Coventry
- Corsham Court
- Croome Park
- Dodington Park, Gloucestershire
- Darley Abbey Park, Derby
- Euston Hall
- Fawley Court, Oxfordshire
- Gatton Park, Surrey
- Grimsthorpe Castle
- Hampton Court Palace, Surrey
- Harewood House, Leeds
- Heveningham Hall, Suffolk
- Highclere Castle
- Himley Hall, Staffordshire
- Holkham Hall, Norfolk
- Holland Park, London
- The Hoo, Hertfordshire
- Hornby Castle, North Yorkshire
- Howsham, near York
- Ickworth, Suffolk
- Ingestre, Staffordshire
- Ingress Abbey
- Kelston, Somerset
- Kew Gardens, SW London
- Kiddington Hall, Oxfordshire
- Kimberley, Norfolk
- Kimbolton Castle, Cambridgeshire
- King's Weston House, Bristol
- Kirkharle, Northumberland
- Kirtlington, Oxfordshire
- Knowsley, Liverpool
- Kyre Park, Herefordshire
- Lacock Abbey, Wiltshire
- Laleham Abbey, Surrey
- Langley, Berkshire
- Langley Park, Norfolk
- Latimer, Buckinghamshire
- Leeds Abbey, Leeds, Kent
- Littlegrove, Barnet, London
- Lleweni Hall, Clwyd
- Longford Castle, Wiltshire
- Longleat, Wiltshire
- Lowther, Cumbria
- Luton Hoo, Bedfordshire
- Madingley, Cambridgeshire
- Maiden Earley, Berkshire
- Mamhead, Devon
- Melton Constable, Norfolk
- Milton Abbey, Dorset
- Moccas, Herefordshire
- Moor Park, Rickmansworth, Hertfordshire
- Mount Clare, South West London
- Navestock, Essex
- Newnham Paddox, Warwickshire
- Newton Park, Newton St Loe, Somerset
- New Wardour Castle, Wiltshire
- North Cray Place, near Sidcup, Bexley, London
- North Stoneham Park, Southampton, Hampshire
- Nuneham Courtenay, Oxfordshire
- Оукли, Shropshire
- Packington Park
- Paddenswick Manor, West London
- Patshull, Staffordshire
- Paultons, Hampshire
- Peper Harow, Surrey
- Peterborough House, Hammersmith, London
- Petworth House, West Sussex
- Pishiobury, Hertfordshire
- Porter's Park, Hertfordshire
- Prior Park
- Ragley Hall
- Roche Abbey, South Yorkshire
- Savernake Forest, Wiltshire
- Schloss Richmond in Braunschweig, Germany
- Scampston Hall
- Sheffield Park Garden
- Sherborne Castle
- Sledmere House
- Southill Park, Bedfordshire
- Stowe Landscape Garden
- Syon House
- Temple Newsam
- Thorndon Hall, Essex
- Trentham Gardens
- Ugbrooke Park, Devon
- Warwick Castle
- Wentworth Castle, South Yorkshire
- West Hill, Putney, South London
- Weston Park, Staffordshire
- Вајтхол, London
- Whitley Beaumont, West Yorkshire
- Widdicombe, Devon, near Slapton
- Wimbledon House, South West London
- Wimbledon Park, South West London
- Wimpole Hall, Cambridgeshire
- Woburn Abbey. Bedfordshire
- Wolterton, Norfolk
- Woodchester, Gloucestershire
- Woodside, Berkshire
- Wootton Place Rectory, Oxfordshire
- Wotton, Buckinghamshire
- Wrest Park, Bedfordshire
- Wrotham, Kent
- Wycombe Abbey, Buckinghamshire
- Wynnstay, Clwyd, Wales
- Youngsbury, Hertfordshire

Више од 30 их је отворено за јавност.

## Живот у Стоуу
Ланселот Браун је рођен у малом селу Киркхарл у Нортамберленду, а образовање је стекао у школи Камбо. Принципе свог заната савладао је као помоћник баштована на скромном имању Сер Вилијама Лорејна Киркхарл Хол. Године 1739. преселио се на југ, где добија први наруџбину за ново језеро у парку Кидинктон Хола, у Оксфордшајру. Сели се у Вотон Андервуд, Бакингемшајр (Wotton Underwood, Buckinghamshire), на једно од имања лорда Кобама.
- Brown, Jane (2011). The Omnipotent Magician: Lancelot “Capability” Brown, 1716-1783. London: Chatto & Windus. ISBN 978-0-7011-8212-0..
- Colvin, Howard (1995) [1954]. A Biographical Dictionary of British Architects 1600–1840 (3rd изд.). New Haven: Yale University Press. стр. 1264. ISBN 978-0-300-06091-1.
- Colvin, Howard (2008) [1954]. A Biographical Dictionary of British Architects, 1600-1840 (4th изд.). New Haven: Yale University Press. ISBN 978-0-300-12508-5.
- Hinde, Thomas (1987). Capability Brown: The Story of a Master Gardener. New York: W. W. Norton. ISBN 978-0-09-163740-8..
- Stroud, Dorothy (1975) [1950]. Capability Brown (2nd revised изд.). London: Faber and Faber. ISBN 978-0-571-13405-2..
- Turner, Roger (1985). Capability Brown and the Eighteenth Century English Landscape (2nd изд.). New York: Rizzoli. ISBN 978-0-8478-0643-0., Phillimore, Chichester (1999).  978-0-297-78734-1,.  978-1-86077-114-9.